# Senatorowie VI kadencji Senatu Rzeczypospolitej Polskiej

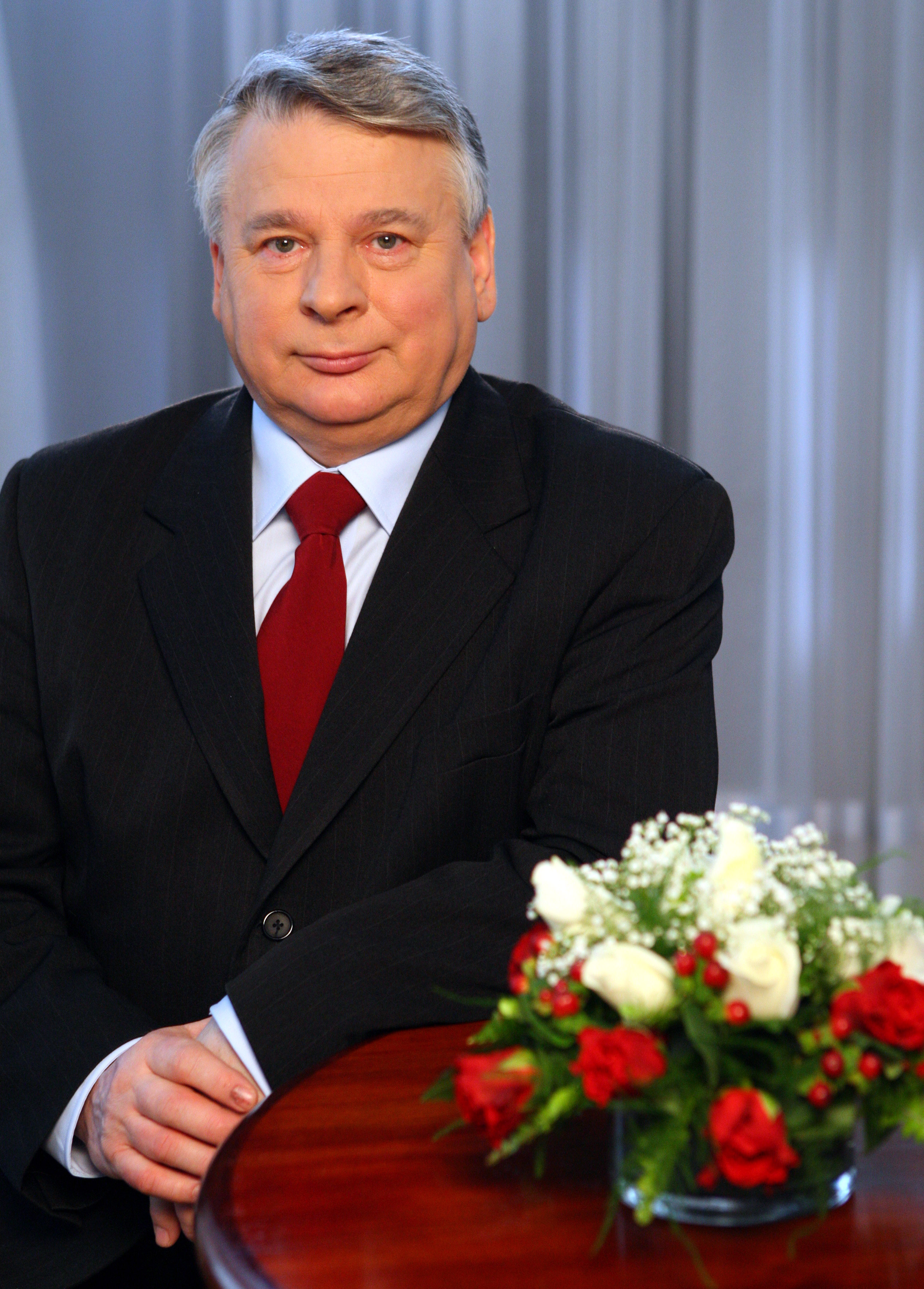
Bogdan Borusewicz – marszałek Senatu VI kadencji

Senatorowie VI kadencji zostali wybrani 25 września 2005 oraz w wyniku wyborów ponowionych 22 stycznia 2006 i wyborów uzupełniających 28 stycznia 2007. Senatorowie złożyli ślubowanie na pierwszym posiedzeniu Senatu VI kadencji wyznaczonym na 20 października 2005, ich kadencja upłynęła w przeddzień pierwszego posiedzenia następnego Sejmu, tj. 4 listopada 2007.
W wyniku wyborów parlamentarnych w 2005 wybrano 100 senatorów. Zostali oni wyłonieni w głosowaniu większościowym w 40 okręgach wyborczych, w których wybierano od 2 do 4 senatorów na zasadzie większości względnej. 49 nowo wybranych senatorów reprezentowało Prawo i Sprawiedliwość (PiS), 34 kandydowało z ramienia Platformy Obywatelskiej (PO), 7 Ligę Polskich Rodzin (LPR), 3 Samoobronę Rzeczpospolitej Polskiej (SRP), 2 Polskie Stronnictwo Ludowe (PSL), 5 mandatów uzyskali kandydaci niezależni. Wśród nich znalazło się 13 kobiet i 87 mężczyzn. Brak przynależności partyjnej deklarowało 38 wybranych senatorów. 65 osób po raz pierwszy uzyskały mandaty w polskim parlamencie, 35 osób posiadało doświadczenie parlamentarne wynikające z zasiadania w Sejmie lub Senacie.
1. posiedzenie Senatu VI kadencji rozpoczęło się w dniu 20 października 2005, funkcję marszałka seniora pełnił najstarszy wiekiem senator – Kazimierz Kutz.
W trakcie kadencji raz przeprowadzono wybory ponowione i wybory uzupełniające. W jednym przypadku przyczyną ich zarządzenia było uznanie przez Sąd Najwyższy za nieważne wyboru senatorów wybranych w wyborach parlamentarnych w 2005, w drugim – wygaśnięcie mandatu z powodu wyboru do rady miasta w wyborach samorządowych w 2006.

## Kluby i koła w Senacie w trakcie kadencji
| \| Ugrupowanie polityczne \| Ugrupowanie polityczne \| X 2005[6] \| XI 2007 \| +/– \| \| ---------------------- \| ------------------------------- \| --------- \| ------- \| --- \| \| \| Prawo i Sprawiedliwość \| 50 \| 48 \| 2 \| \| \| Platforma Obywatelska \| 34 \| 33 \| 1 \| \| \| Liga Polskich Rodzin[a] \| 7 \| – \| 7 \| \| \| KS Niezależnych i Ludowych \| 5 \| 6 \| 1 \| \| \| Samoobrona \| 3 \| 2 \| 1 \| \| \| Senatorski Klub Narodowy[b] \| – \| 7 \| – \| \| \| Sojusz Lewicy Demokratycznej[c] \| – \| 1 \| – \| \| \| Senatorowie niezrzeszeni[d] \| 1 \| 1 \| \| \| Razem \| Razem \| 100 \| 98 \| 98 \| | Podział 100 mandatów: Samoobrona: 3 PO: 34 KS Niezależnych i Ludowych: 5 PiS: 50 LPR: 7 Niezrz.: 1 |        |         |     |
| Ugrupowanie polityczne | Ugrupowanie polityczne                                                                             | X 2005 | XI 2007 | +/– |
| | Prawo i Sprawiedliwość                                                                             | 50     | 48      | 2   |
| | Platforma Obywatelska                                                                              | 34     | 33      | 1   |
| | Liga Polskich Rodzin                                                                               | 7      | –       | 7   |
| | KS Niezależnych i Ludowych                                                                         | 5      | 6       | 1   |
| | Samoobrona                                                                                         | 3      | 2       | 1   |
| | Senatorski Klub Narodowy                                                                           | –      | 7       | –   |
| | Sojusz Lewicy Demokratycznej                                                                       | –      | 1       | –   |
| | Senatorowie niezrzeszeni                                                                           | 1      | 1       |     |
| Razem | Razem                                                                                              | 100    | 98      | 98  |

## Prezydium Senatu VI kadencji
| Senator                                                              | Senator           | Funkcja              | Klub/Koło                  | Czas pełnienia funkcji    | Czas pełnienia funkcji    |
| Senator                                                              | Senator           | Funkcja              | Klub/Koło                  | Od                        | Do                        |
| -------------------------------------------------------------------- | ----------------- | -------------------- | -------------------------- | ------------------------- | ------------------------- |
|                                                                      | Kazimierz Kutz    | Marszałek senior     | KS Niezależnych i Ludowych | 20 października 2005(dts) | 20 października 2005(dts) |
| Marszałek senior przewodniczy obradom Senatu przed wyborem Prezydium |                   |                      |                            |                           |                           |
|                                                                      | Bogdan Borusewicz | Marszałek Senatu     | Niezrzeszony               | 20 października 2005(dts) | 4 listopada 2007(dts)     |
|                                                                      | Ryszard Legutko   | Wicemarszałek Senatu | KP Prawo i Sprawiedliwość  | 27 października 2005(dts) | 4 listopada 2007(dts)     |
|                                                                      | Maciej Płażyński  | Wicemarszałek Senatu | KS Niezależnych i Ludowych | 27 października 2005(dts) | 4 listopada 2007(dts)     |
|                                                                      | Krzysztof Putra   | Wicemarszałek Senatu | KP Prawo i Sprawiedliwość  | 27 października 2005(dts) | 4 listopada 2007(dts)     |
|                                                                      | Marek Ziółkowski  | Wicemarszałek Senatu | KS Platforma Obywatelska   | 22 grudnia 2005(dts)      | 4 listopada 2007(dts)     |

Ponadto 27 października 2005 wybrano 8 sekretarzy: Dorotę Arciszewską-Mielewczyk (PiS), Margaretę Budner (SRP), Urszulę Gacek (PO), Waldemara Kraskę (SKN), Romana Ludwiczuka (PO), Andrzeja Łuczyckiego (PO), Andrzeja Mazurkiewicza (PiS) i Mieczysława Szyszkę (PiS).

## Senatorowie VI kadencji
Kolorem szarym wyróżniono senatora, którego mandat wygasł w czasie trwania kadencji izby.

### Senatorowie wybrani 25 września 2005
| Zdjęcie                       |                               | Senator                  | Komitet wyborczy                    | Okręg                | Siedziba OKW                                                                            | Dotychczasowy staż parlamentarny                                                                                           | % Głosów |
| ----------------------------- | ----------------------------- | ------------------------ | ----------------------------------- | -------------------- | --------------------------------------------------------------------------------------- | --- | -------- |
| Mirosław Adamczak             |                               | Mirosław Adamczak        | Samoobrona Rzeczpospolitej Polskiej | 35                   | Kalisz                                                                                  | wybrany po raz pierwszy | 18,58    |
| Franciszek Adamczyk           |                               | Franciszek Adamczyk      | Platforma Obywatelska RP            | 13                   | Nowy Sącz                                                                               | poseł na Sejm III kadencji (1997–2001)                                                                                     | 21,11    |
| Przemysław Alexandrowicz      |                               | Przemysław Alexandrowicz | Prawo i Sprawiedliwość              | 38                   | Poznań                                                                                  | wybrany po raz pierwszy | 35,61    |
| Piotr Andrzejewski            | Piotr Andrzejewski            | Prawo i Sprawiedliwość   | 19                                  | Warszawa             | senator I, II, III i IV kadencji (1989–2001)                                            | 51,15 |          |
| Dorota Arciszewska-Mielewczyk | Dorota Arciszewska-Mielewczyk | Prawo i Sprawiedliwość   | 25                                  | Gdynia               | poseł na Sejm III i IV kadencji (1997–2005)                                             | 32,66 |          |
| Mieczysław Augustyn           |                               | Mieczysław Augustyn      | Platforma Obywatelska RP            | 37                   | Piła                                                                                    | wybrany po raz pierwszy | 34,63    |
| Dariusz Bachalski             | Dariusz Bachalski             | Platforma Obywatelska RP | 8                                   | Zielona Góra         | poseł na Sejm IV kadencji (2001–2005)                                                   | 25,54 |          |
| Ryszard Bender                |                               | Ryszard Bender           | Liga Polskich Rodzin                | 6                    | Lublin                                                                                  | senator II kadencji (1991–1993) poseł na Sejm VII i IX kadencji (1976–1980, 1985–1989)                                     | 22,64    |
| Aleksander Bentkowski         |                               | Aleksander Bentkowski    | Polskie Stronnictwo Ludowe          | 22                   | Rzeszów                                                                                 | poseł na Sejm X, I, II i III kadencji (1989–2001)                                                                          | 19,76    |
| Przemysław Berent             |                               | Przemysław Berent        | Platforma Obywatelska RP            | 15                   | Płock                                                                                   | wybrany po raz pierwszy | 19,57    |
| Adam Biela                    |                               | Adam Biela               | Liga Polskich Rodzin                | 7                    | Chełm                                                                                   | senator V kadencji (2001–2005) poseł na Sejm III kadencji (1997–2001); poseł do Parlamentu Europejskiego V kadencji (2004) | 20,76    |
| Krystyna Bochenek             |                               | Krystyna Bochenek        | Platforma Obywatelska RP            | 30                   | Katowice                                                                                | senator V kadencji (2004–2005)                                                                                             | 53,28    |
| Piotr Boroń                   |                               | Piotr Boroń              | Prawo i Sprawiedliwość              | 12                   | Kraków                                                                                  | wybrany po raz pierwszy | 35,79    |
| Bogdan Borusewicz             |                               | Bogdan Borusewicz        | KWW Bogdana Borusewicza             | 24                   | Gdańsk                                                                                  | poseł na Sejm I, II i III kadencji (1991–2001)                                                                             | 29,04    |
| Margareta Budner              |                               | Margareta Budner         | Samoobrona Rzeczpospolitej Polskiej | 36                   | Konin                                                                                   | wybrana po raz pierwszy | 15,79    |
| Jarosław Chmielewski          |                               | Jarosław Chmielewski     | Prawo i Sprawiedliwość              | 20                   | Opole                                                                                   | wybrany po raz pierwszy | 33,18    |
| Jerzy Chróścikowski           | Jerzy Chróścikowski           | Prawo i Sprawiedliwość   | 7                                   | Chełm                | senator IV kadencji (1997–2001)                                                         | 21,47 |          |
| Ryszard Ciecierski            |                               | Ryszard Ciecierski       | Platforma Obywatelska RP            | 20                   | Opole                                                                                   | wybrany po raz pierwszy | 26,99    |
| Krzysztof Cugowski            |                               | Krzysztof Cugowski       | Prawo i Sprawiedliwość              | 6                    | Lublin                                                                                  | wybrany po raz pierwszy | 29,86    |
| Janina Fetlińska              | Janina Fetlińska              | Prawo i Sprawiedliwość   | 15                                  | Płock                | wybrana po raz pierwszy                                                                 | 34,24 |          |
| Urszula Gacek                 |                               | Urszula Gacek            | Platforma Obywatelska RP            | 14                   | Tarnów                                                                                  | wybrana po raz pierwszy | 22,92    |
| Janusz Gałkowski              |                               | Janusz Gałkowski         | Prawo i Sprawiedliwość              | 26                   | Bielsko-Biała                                                                           | wybrany po raz pierwszy | 37,16    |
| Elżbieta Gelert               |                               | Elżbieta Gelert          | Platforma Obywatelska RP            | 33                   | Elbląg                                                                                  | wybrana po raz pierwszy | 28,58    |
| Andrzej Gołaś                 | Andrzej Gołaś                 | Platforma Obywatelska RP | 12                                  | Kraków               | wybrany po raz pierwszy                                                                 | 32,97 |          |
| Jarosław Gowin                | Jarosław Gowin                | Platforma Obywatelska RP | 12                                  | Kraków               | wybrany po raz pierwszy                                                                 | 25,47 |          |
| Dariusz Górecki               |                               | Dariusz Górecki          | Prawo i Sprawiedliwość              | 11                   | Sieradz                                                                                 | wybrany po raz pierwszy | 19,65    |
| Ryszard Górecki               |                               | Ryszard Górecki          | Platforma Obywatelska RP            | 34                   | Olsztyn                                                                                 | wybrany po raz pierwszy | 31,00    |
| Henryk Górski                 |                               | Henryk Górski            | Prawo i Sprawiedliwość              | 17                   | Siedlce                                                                                 | wybrany po raz pierwszy | 25,41    |
| Andrzej Jaroch                | Andrzej Jaroch                | Prawo i Sprawiedliwość   | 3                                   | Wrocław              | wybrany po raz pierwszy                                                                 | 33,01 |          |
| Stanisław Karczewski          | Stanisław Karczewski          | Prawo i Sprawiedliwość   | 16                                  | Radom                | wybrany po raz pierwszy                                                                 | 25,63 |          |
| Andrzej Kawecki               | Andrzej Kawecki               | Prawo i Sprawiedliwość   | 17                                  | Siedlce              | wybrany po raz pierwszy                                                                 | 24,39 |          |
| Stanisław Kogut               | Stanisław Kogut               | Prawo i Sprawiedliwość   | 13                                  | Nowy Sącz            | wybrany po raz pierwszy                                                                 | 40,05 |          |
| Bronisław Korfanty            | Bronisław Korfanty            | Prawo i Sprawiedliwość   | 30                                  | Katowice             | wybrany po raz pierwszy                                                                 | 40,67 |          |
| Waldemar Kraska               |                               | Waldemar Kraska          | Liga Polskich Rodzin                | 17                   | Siedlce                                                                                 | wybrany po raz pierwszy | 18,27    |
| Janusz Kubiak                 | Janusz Kubiak                 | Liga Polskich Rodzin     | 37                                  | Piła                 | wybrany po raz pierwszy                                                                 | 23,58 |          |
| Anna Kurska                   |                               | Anna Kurska              | Prawo i Sprawiedliwość              | 24                   | Gdańsk                                                                                  | senator V kadencji (2001–2005)                                                                                             | 29,84    |
| Kazimierz Kutz                |                               | Kazimierz Kutz           | KWW Kazimierza Juliana Kutza        | 30                   | Katowice                                                                                | senator IV i V kadencji (1997–2005)                                                                                        | 33,52    |
| Jarosław Lasecki              | Jarosław Lasecki              | KWW Nowy Senat 2005      | 27                                  | Częstochowa          | wybrany po raz pierwszy                                                                 | 26,20 |          |
| Ryszard Legutko               |                               | Ryszard Legutko          | Prawo i Sprawiedliwość              | 12                   | Kraków                                                                                  | wybrany po raz pierwszy | 37,20    |
| Tadeusz Lewandowski           | Tadeusz Lewandowski           | Prawo i Sprawiedliwość   | 1                                   | Legnica              | senator IV kadencji (1997–2001) poseł na Sejm I kadencji (1991–1993)                    | 30,98 |          |
| Bogdan Lisiecki               |                               | Bogdan Lisiecki          | Samoobrona Rzeczpospolitej Polskiej | 10                   | Piotrków Trybunalski                                                                    | wybrany po raz pierwszy | 18,53    |
| Roman Ludwiczuk               |                               | Roman Ludwiczuk          | Platforma Obywatelska RP            | 2                    | Wałbrzych                                                                               | wybrany po raz pierwszy | 28,90    |
| Andrzej Łuczycki              | Andrzej Łuczycki              | Platforma Obywatelska RP | 16                                  | Radom                | wybrany po raz pierwszy                                                                 | 14,77 |          |
| Józef Łyczak                  |                               | Józef Łyczak             | Prawo i Sprawiedliwość              | 5                    | Toruń                                                                                   | wybrany po raz pierwszy | 28,81    |
| Włodzimierz Łyczywek          |                               | Włodzimierz Łyczywek     | Platforma Obywatelska RP            | 40                   | Szczecin                                                                                | wybrany po raz pierwszy | 31,61    |
| Tadeusz Maćkała               | Tadeusz Maćkała               | Platforma Obywatelska RP | 1                                   | Legnica              | poseł na Sejm III i IV kadencji (1997–2005)                                             | 31,18 |          |
| Adam Massalski                |                               | Adam Massalski           | Prawo i Sprawiedliwość              | 32                   | Kielce                                                                                  | wybrany po raz pierwszy | 29,24    |
| Mieczysław Maziarz            |                               | Mieczysław Maziarz       | Liga Polskich Rodzin                | 22                   | Rzeszów                                                                                 | wybrany po raz pierwszy | 23,10    |
| Andrzej Mazurkiewicz          |                               | Andrzej Mazurkiewicz     | Prawo i Sprawiedliwość              | 21                   | Krosno                                                                                  | senator IV kadencji (1997–2001) poseł na Sejm I kadencji (1991–1993)                                                       | 28,58    |
| Paweł Michalak                | Paweł Michalak                | Prawo i Sprawiedliwość   | 39                                  | Koszalin             | wybrany po raz pierwszy                                                                 | 27,76 |          |
| Marian Miłek                  |                               | Marian Miłek             | KWW prof. Mariana Miłka             | 8                    | Zielona Góra                                                                            | wybrany po raz pierwszy | 16,50    |
| Tomasz Misiak                 |                               | Tomasz Misiak            | Platforma Obywatelska RP            | 3                    | Wrocław                                                                                 | wybrany po raz pierwszy | 29,21    |
| Antoni Motyczka               | Antoni Motyczka               | Platforma Obywatelska RP | 29                                  | Rybnik               | wybrany po raz pierwszy                                                                 | 26,64 |          |
| Stefan Niesiołowski           | Stefan Niesiołowski           | Platforma Obywatelska RP | 9                                   | Łódź                 | poseł na Sejm X, I i III kadencji (1989–1993, 1997–2001)                                | 22,15 |          |
| Mirosława Nykiel              | Mirosława Nykiel              | Platforma Obywatelska RP | 26                                  | Bielsko-Biała        | wybrana po raz pierwszy                                                                 | 26,57 |          |
| Michał Okła                   | Michał Okła                   | Platforma Obywatelska RP | 32                                  | Kielce               | wybrany po raz pierwszy                                                                 | 18,40 |          |
| Władysław Ortyl               |                               | Władysław Ortyl          | Prawo i Sprawiedliwość              | 22                   | Rzeszów                                                                                 | wybrany po raz pierwszy | 33,13    |
| Andrzej Owczarek              |                               | Andrzej Owczarek         | Platforma Obywatelska RP            | 11                   | Sieradz                                                                                 | wybrany po raz pierwszy | 16,50    |
| Maria Pańczyk-Pozdziej        | Maria Pańczyk-Pozdziej        | Platforma Obywatelska RP | 28                                  | Gliwice              | wybrana po raz pierwszy                                                                 | 33,61 |          |
| Andrzej Person                | Andrzej Person                | Platforma Obywatelska RP | 5                                   | Toruń                | wybrany po raz pierwszy                                                                 | 20,65 |          |
| Krzysztof Piesiewicz          | Krzysztof Piesiewicz          | Platforma Obywatelska RP | 18                                  | Warszawa             | senator II, IV i V kadencji (1991–1993, 1997–2005)                                      | 45,30 |          |
| Stanisław Piotrowicz          |                               | Stanisław Piotrowicz     | Prawo i Sprawiedliwość              | 21                   | Krosno                                                                                  | wybrany po raz pierwszy | 24,79    |
| Maciej Płażyński              |                               | Maciej Płażyński         | KWW Macieja Płażyńskiego            | 24                   | Gdańsk                                                                                  | poseł na Sejm III i IV kadencji (1997–2005)                                                                                | 43,20    |
| Lesław Podkański              |                               | Lesław Podkański         | Polskie Stronnictwo Ludowe          | 7                    | Chełm                                                                                   | senator V kadencji (2001–2005) poseł na Sejm II i III kadencji (1993–2001)                                                 | 20,83    |
| Krzysztof Putra               |                               | Krzysztof Putra          | Prawo i Sprawiedliwość              | 23                   | Białystok                                                                               | poseł na Sejm X i I kadencji (1989–1993)                                                                                   | 34,48    |
| Elżbieta Rafalska             | Elżbieta Rafalska             | Prawo i Sprawiedliwość   | 8                                   | Zielona Góra         | wybrana po raz pierwszy                                                                 | 32,35 |          |
| Zbigniew Rau                  | Zbigniew Rau                  | Prawo i Sprawiedliwość   | 10                                  | Piotrków Trybunalski | wybrany po raz pierwszy                                                                 | 24,89 |          |
| Marek Rocki                   |                               | Marek Rocki              | Platforma Obywatelska RP            | 18                   | Warszawa                                                                                | wybrany po raz pierwszy | 31,56    |
| Zbigniew Romaszewski          |                               | Zbigniew Romaszewski     | Prawo i Sprawiedliwość              | 18                   | Warszawa                                                                                | senator I, II, III, IV i V kadencji (1989–2005)                                                                            | 42,92    |
| Jadwiga Rudnicka              | Jadwiga Rudnicka              | Prawo i Sprawiedliwość   | 28                                  | Gliwice              | poseł na Sejm I kadencji (1991–1993)                                                    | 33,65 |          |
| Czesław Rybka                 | Czesław Rybka                 | Prawo i Sprawiedliwość   | 11                                  | Sieradz              | wybrany po raz pierwszy                                                                 | 18,01 |          |
| Czesław Ryszka                | Czesław Ryszka                | Prawo i Sprawiedliwość   | 27                                  | Częstochowa          | poseł na Sejm III kadencji (1997–2001)                                                  | 23,99 |          |
| Sławomir Sadowski             | Sławomir Sadowski             | Prawo i Sprawiedliwość   | 33                                  | Elbląg               | wybrany po raz pierwszy                                                                 | 34,39 |          |
| Jacek Sauk                    | Jacek Sauk                    | Prawo i Sprawiedliwość   | 40                                  | Szczecin             | senator IV kadencji (1997–2001) poseł na Sejm IV kadencji (2001–2005)                   | 32,10 |          |
| Władysław Sidorowicz          |                               | Władysław Sidorowicz     | Platforma Obywatelska RP            | 3                    | Wrocław                                                                                 | wybrany po raz pierwszy | 27,62    |
| Radosław Sikorski             |                               | Radosław Sikorski        | Prawo i Sprawiedliwość              | 4                    | Bydgoszcz                                                                               | wybrany po raz pierwszy | 26,14    |
| Robert Smoktunowicz           |                               | Robert Smoktunowicz      | Platforma Obywatelska RP            | 19                   | Warszawa                                                                                | senator V kadencji (2001–2005)                                                                                             | 43,82    |
| Jan Szafraniec                |                               | Jan Szafraniec           | Liga Polskich Rodzin                | 23                   | Białystok                                                                               | senator II i V kadencji (1991–1993, 2001–2005)                                                                             | 25,21    |
| Zbigniew Szaleniec            |                               | Zbigniew Szaleniec       | Platforma Obywatelska RP            | 31                   | Sosnowiec                                                                               | wybrany po raz pierwszy | 27,39    |
| Jerzy Szmit                   |                               | Jerzy Szmit              | Prawo i Sprawiedliwość              | 34                   | Olsztyn                                                                                 | wybrany po raz pierwszy | 31,89    |
| Antoni Szymański              | Antoni Szymański              | Prawo i Sprawiedliwość   | 25                                  | Gdynia               | poseł na Sejm III kadencji (1997–2001)                                                  | 30,52 |          |
| Jerzy Szymura                 | Jerzy Szymura                 | Prawo i Sprawiedliwość   | 29                                  | Rybnik               | wybrany po raz pierwszy                                                                 | 33,75 |          |
| Mieczysław Szyszka            | Mieczysław Szyszka            | Prawo i Sprawiedliwość   | 2                                   | Wałbrzych            | wybrany po raz pierwszy                                                                 | 36,47 |          |
| Rafał Ślusarz                 | Rafał Ślusarz                 | Prawo i Sprawiedliwość   | 1                                   | Legnica              | wybrany po raz pierwszy                                                                 | 28,46 |          |
| Ewa Tomaszewska               | Ewa Tomaszewska               | Prawo i Sprawiedliwość   | 18                                  | Warszawa             | poseł na Sejm III kadencji (1997–2001)                                                  | 36,98 |          |
| Zbigniew Trybuła              | Zbigniew Trybuła              | Prawo i Sprawiedliwość   | 35                                  | Kalisz               | wybrany po raz pierwszy                                                                 | 26,80 |          |
| Piotr Wach                    |                               | Piotr Wach               | Platforma Obywatelska RP            | 20                   | Opole                                                                                   | wybrany po raz pierwszy | 20,23    |
| Marek Waszkowiak              |                               | Marek Waszkowiak         | Prawo i Sprawiedliwość              | 36                   | Konin                                                                                   | senator IV kadencji (1997–2001)                                                                                            | 23,79    |
| Kazimierz Wiatr               | Kazimierz Wiatr               | Prawo i Sprawiedliwość   | 14                                  | Tarnów               | wybrany po raz pierwszy                                                                 | 36,58 |          |
| Roman Wierzbicki              | Roman Wierzbicki              | Prawo i Sprawiedliwość   | 6                                   | Lublin               | poseł na Sejm I kadencji (1991–1993)                                                    | 24,78 |          |
| Elżbieta Więcławska-Sauk      | Elżbieta Więcławska-Sauk      | Prawo i Sprawiedliwość   | 9                                   | Łódź                 | poseł na Sejm IV kadencji (2001–2005)                                                   | 35,81 |          |
| Mariusz Witczak               |                               | Mariusz Witczak          | Platforma Obywatelska RP            | 35                   | Kalisz                                                                                  | wybrany po raz pierwszy | 21,82    |
| Edmund Wittbrodt              | Edmund Wittbrodt              | Platforma Obywatelska RP | 25                                  | Gdynia               | senator IV i V kadencji (1997–2005) poseł do Parlamentu Europejskiego V kadencji (2004) | 41,02 |          |
| Jacek Włosowicz               |                               | Jacek Włosowicz          | Prawo i Sprawiedliwość              | 32                   | Kielce                                                                                  | wybrany po raz pierwszy | 22,19    |
| Michał Wojtczak               |                               | Michał Wojtczak          | Platforma Obywatelska RP            | 5                    | Toruń                                                                                   | poseł na Sejm III kadencji (1997–2001)                                                                                     | 20,18    |
| Ludwik Zalewski               |                               | Ludwik Zalewski          | Liga Polskich Rodzin                | 23                   | Białystok                                                                               | wybrany po raz pierwszy | 20,09    |
| Piotr Zientarski              |                               | Piotr Zientarski         | Platforma Obywatelska RP            | 39                   | Koszalin                                                                                | wybrany po raz pierwszy | 25,43    |
| Marek Ziółkowski              | Marek Ziółkowski              | Platforma Obywatelska RP | 38                                  | Poznań               | wybrany po raz pierwszy                                                                 | 39,61 |          |
| Kosma Złotowski               |                               | Kosma Złotowski          | Prawo i Sprawiedliwość              | 4                    | Bydgoszcz                                                                               | poseł na Sejm III kadencji (1997–2001)                                                                                     | 20,53    |
| Czesław Żelichowski           | Czesław Żelichowski           | Prawo i Sprawiedliwość   | 31                                  | Sosnowiec            | wybrany po raz pierwszy                                                                 | 39,11 |          |

### Senatorowie wybrani w wyborach ponowionych i uzupełniających
| Zdjęcie          |  | Senator          | Komitet wyborczy                      | Data wyboru           | Okręg | Siedziba OKW | Dotychczasowy staż parlamentarny                                   | % Głosów |
| ---------------- |  | ---------------- | ------------------------------------- | --------------------- | ----- | ------------ | ------------------------------------------------------------------ | -------- |
| Jarosław Lasecki |  | Jarosław Lasecki | KWW Nowy Senat 2005                   | 22 stycznia 2006(dts) | 27    | Częstochowa  | senator VI kadencji (2005)                                         | 30,69    |
| Czesław Ryszka   |  | Czesław Ryszka   | Prawo i Sprawiedliwość                | 22 stycznia 2006(dts) | 27    | Częstochowa  | senator VI kadencji (2005); poseł na Sejm III kadencji (1997–2001) | 45,79    |
| Władysław Mańkut |  | Władysław Mańkut | KKW Lewica i Demokraci SLD+SDPL+PD+UP | 28 stycznia 2007(dts) | 33    | Elbląg       | senator V kadencji (2001–2005)                                     | 31,49    |

### Senatorowie, których mandat wygasł w trakcie kadencji (5 senatorów)
| Senator     | Senator          | Data wygaśnięcia mandatu                                  | Przyczyna                                         | Następca | Następca                     |
| ----------- | ---------------- | --------------------------------------------------------- | ------------------------------------------------- | -------- | ---------------------------- |
|             | Jarosław Lasecki | 19 grudnia 2005(dts)                                      | nieważność wyboru                                 |          | Jarosław Lasecki             |
|             | Czesław Ryszka   | 19 grudnia 2005(dts)                                      | nieważność wyboru                                 |          | Czesław Ryszka               |
|             | Elżbieta Gelert  | 12 listopada 2006(dts)                                    | wybór na radną Rady Miejskiej w Elblągu           |          | Władysław Mańkut             |
|             | Ewa Tomaszewska  | 30 sierpnia 2007(dts)                                     | objęcie mandatu posła do Parlamentu Europejskiego |          | mandat pozostał nieobsadzony |
| Piotr Boroń | 18 września 2007 | powołanie na członka Krajowej Rady Radiofonii i Telewizji | mandat pozostał nieobsadzony                      |          |                              |

## Przynależność klubowa (stan na koniec kadencji)

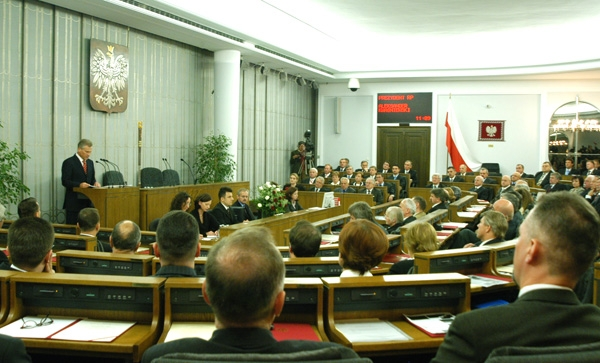
Pierwsze posiedzenie Senatu RP VI kadencji

Według stanu na koniec VI kadencji funkcjonowały następujące kluby i koła parlamentarne:
- Klub Parlamentarny Prawo i Sprawiedliwość – 48 senatorów, wiceprzewodniczący do spraw senackich KP PiS Krzysztof Putra[55],
- Klub Senatorów Platforma Obywatelska – 33 senatorów, przewodniczący Stefan Niesiołowski[56],
- Senatorski Klub Narodowy – 7 senatorów, przewodniczący Ryszard Bender[57],
- Koło Senatorów Niezależnych i Ludowych – 6 senatorów, przewodniczący Kazimierz Kutz[58],
- Klub Parlamentarny Samoobrona Rzeczpospolitej Polskiej – 2 senatorów[59],
- Klub Parlamentarny Sojuszu Lewicy Demokratycznej – 1 senator[60],
- Senatorowie niezrzeszeni – 1 senator[61].

| Klub Parlamentarny Prawo i Sprawiedliwość | Klub Parlamentarny Prawo i Sprawiedliwość | Klub Parlamentarny Prawo i Sprawiedliwość | Klub Parlamentarny Prawo i Sprawiedliwość |
| --- | --- | --- | --- |
| | | | |
| - Przemysław Alexandrowicz - Piotr Andrzejewski - Dorota Arciszewska-Mielewczyk - Jarosław Chmielewski - Jerzy Chróścikowski - Krzysztof Cugowski - Janina Fetlińska - Janusz Gałkowski - Dariusz Górecki - Henryk Górski - Andrzej Jaroch - Stanisław Karczewski | - Andrzej Kawecki - Stanisław Kogut - Bronisław Korfanty - Anna Kurska - Jarosław Lasecki - Ryszard Legutko - Tadeusz Lewandowski - Józef Łyczak - Adam Massalski - Andrzej Mazurkiewicz - Paweł Michalak - Władysław Ortyl | - Stanisław Piotrowicz - Krzysztof Putra - Elżbieta Rafalska - Zbigniew Rau - Zbigniew Romaszewski - Jadwiga Rudnicka - Czesław Rybka - Czesław Ryszka - Sławomir Sadowski - Jacek Sauk - Radosław Sikorski - Jerzy Szmit | - Antoni Szymański - Jerzy Szymura - Mieczysław Szyszka - Rafał Ślusarz - Zbigniew Trybuła - Marek Waszkowiak - Kazimierz Wiatr - Roman Wierzbicki - Elżbieta Więcławska-Sauk - Jacek Włosowicz - Kosma Złotowski - Czesław Żelichowski |
| Klub Senatorów Platforma Obywatelska | | | |
| | | | |
| - Franciszek Adamczyk - Mieczysław Augustyn - Dariusz Bachalski - Przemysław Berent - Krystyna Bochenek - Ryszard Ciecierski - Urszula Gacek - Andrzej Gołaś - Jarosław Gowin                                                                                     | - Ryszard Górecki - Roman Ludwiczuk - Andrzej Łuczycki - Włodzimierz Łyczywek - Tadeusz Maćkała - Tomasz Misiak - Antoni Motyczka - Stefan Niesiołowski - Mirosława Nykiel                                                  | - Michał Okła - Andrzej Owczarek - Maria Pańczyk-Pozdziej - Andrzej Person - Krzysztof Piesiewicz - Marek Rocki - Władysław Sidorowicz - Robert Smoktunowicz - Zbigniew Szaleniec                                         | - Piotr Wach - Mariusz Witczak - Edmund Wittbrodt - Michał Wojtczak - Piotr Zientarski - Marek Ziółkowski |
| Senatorski Klub Narodowy | | | |
| | | | |
| - Ryszard Bender - Adam Biela | - Waldemar Kraska - Janusz Kubiak | - Mieczysław Maziarz - Jan Szafraniec | - Ludwik Zalewski |
| Koło Senatorów Niezależnych i Ludowych | | | |
| | | | |
| - Margareta Budner - Aleksander Bentkowski | - Kazimierz Kutz - Marian Miłek | - Maciej Płażyński | - Lesław Podkański |
| Klub Parlamentarny Samoobrona Rzeczpospolitej Polskiej | | | |
| | | | |
| - Mirosław Adamczak | - Bogdan Lisiecki | | |
| Klub Parlamentarny Sojuszu Lewicy Demokratycznej | | | |
| | | | |
| - Władysław Mańkut | | | |
| Senator niezrzeszony | | | |
| | | | |
| - Bogdan Borusewicz | | | |

## Przewodniczący komisji
| Komisja                                                     | Data wyboru          | Przewodniczący komisji    | Przewodniczący komisji     |
| ----------------------------------------------------------- | -------------------- | ------------------------- | -------------------------- |
| Komisja Gospodarki Narodowej                                | 15 listopada 2005    |                           | Marek Waszkowiak (PiS)     |
| Komisja Kultury i Środków Przekazu                          | 10 listopada 2005    |                           | Krystyna Bochenek (PO)     |
| Komisja Nauki i Edukacji                                    | 10 listopada 2005    |                           | Kazimierz Wiatr (PiS)      |
| Komisja Obrony Narodowej                                    | 15 listopada 2005    |                           | Franciszek Adamczyk (PO)   |
| Komisja Praw Człowieka i Praworządności                     | 10 listopada 2005    |                           | Zbigniew Romaszewski (PiS) |
| Komisja Regulaminowa, Etyki i Spraw Senatorskich            | 27 października 2005 | Piotr Andrzejewski (PiS)  |                            |
| Komisja Rodziny i Polityki Społecznej                       | 10 listopada 2005    | Antoni Szymański (PiS)    |                            |
| Komisja Rolnictwa i Ochrony Środowiska                      | 10 listopada 2005    | Jerzy Chróścikowski (PiS) |                            |
| Komisja Samorządu Terytorialnego i Administracji Państwowej | 10 listopada 2005    | Elżbieta Rafalska (PiS)   |                            |
| Komisja Samorządu Terytorialnego i Administracji Państwowej | 6 lipca 2006         | Jerzy Szmit (PiS)         |                            |
| Komisja Spraw Emigracji i Łączności z Polakami za Granicą   | 10 listopada 2005    |                           | Ryszard Bender (SKN)       |
| Komisja Spraw Unii Europejskiej                             | 10 listopada 2005    |                           | Edmund Wittbrodt (PO)      |
| Komisja Spraw Zagranicznych                                 | 10 listopada 2005    | Stefan Niesiołowski (PO)  |                            |
| Komisja Ustawodawcza                                        | 10 listopada 2005    |                           | Janusz Gałkowski (PiS)     |
| Komisja Zdrowia                                             | 15 listopada 2005    |                           | Władysław Sidorowicz (PO)  |

Żaden z senatorów nie pełnił tej samej funkcje w Senacie V kadencji.